# سلمى صديقي
سلمى صديقي (بالإنجليزية: Salma Siddiqui)‏ (18 يونيو 1931 - 13 فبراير 2017)؛ روائية هندية.